# Sutton (Canada)
Sutton è un comune del Canada, situato nella provincia del Québec, nella regione di Montérégie.